# Le Rhône
Le Rhône war ein Turbinen-Raddampfschlepper der 1931 für den Einsatz auf der Rhone von Lyon bis Port St.-Louis eingesetzt wurde. Das Schiff wurde unter der Aufsicht von Escher-Wyss auf einer französischen Werft für die Compagnie Général de Navigation in Lyon gebaut. Die Maschinenanlage lieferte Escher-Wyss. Wegen der Niedrigwasserperioden auf der Rhone suchte man nach einem leichteren Schlepper mit wenig Tiefgang. Da eine Maschinenanlage mit Turbinen leichter als die herkömmliche Dampfmaschine und dazu auch preiswerter im Unterhalt und günstiger im Verbrauch war, entschied sich die Reederei für den Turbinenantrieb.

## Konstruktion
Der stählerne Schiffsrumpf war 65 m lang, zwischen den Radkästen 6,72 m, mit Radkästen 15,87 m  breit und hatte mit 20 Tonnen Brennstoff einen Tiefgang von 1,09 m. Am Bug waren eine Dampfwinde und ein Ankerpfahl, einer Besonderheit auf der Rhone, eingebaut. Dahinter waren zwei dampfbetriebene Trossenwinden für die Schleppseile aufgestellt, ein drittes Seil konnte an dem in der Schiffsmitte stehenden Schleppbock befestigt werden, so dass der Schlepper mit drei Anhängen fahren konnte. Über den Radkästen war das Steuerhaus mit zwei Maschinentelegrafen mit Sprachrohren und einer Dampfsteuermaschine sowie einem Suchscheinwerfer für die Nachtfahrt. Das Steuerhaus war bei Hochwasser leicht demontierbar, um die Brückendurchfahrten zu erlauben.
Auf dem Achterdeck stand ein Decksalon mit WC und zwei Küchen für den Kapitän und den Maschinisten. Auf dem Backbordradkasten waren die  Mannschaftsküche und eine Dusche untergebracht, an der Steuerbordseite sind zwei Toiletten und ein Geräteraum. Alle Räume hatten elektrische Beleuchtung und Zentralheizung. Unter Deck befanden sich die Unterkünfte für die Mannschaft und zwei Kabinen für die Direktion.

## Maschinenanlage
Die aus Hoch- und Niederdruckturbine, Getriebe und Kondensator bestehende Maschinenanlage war mittschiffs eingebaut. Die Hochdruckturbine arbeitete mit einem Dampfdruck von 16 bis 18 bar. Zwei Wasserrohrkessel System Niclausse mit Economisern und Überhitzern liefern 21 bar Dampfdruck. Beide Turbinen waren mit sechs Gleichdruckstufen für die Vorwärtsfahrt, die Niederdruckturbine mit zwei Gleichdruckstufen für die Rückwärtsfahrt gebaut. Die Hochdruckturbine erreichte 7500/min, die Niederdruckturbine 5800/min. Diese Drehzahlen werden über zwei Getriebe auf maximal 45/min für die Schaufelräder reduziert. Die Leistung der Anlage betrug im normalen Betrieb 1050 PS, maximal 1500 PS. Bei der Probefahrt mit drei Schleppkähnen (900 Tonnen) im Anhang auf der Hochwasser führenden Rhone wurde eine Durchschnittsgeschwindigkeit von 5,56 km/h bei einer Leistung von 1270 PS erreicht.